# Coryphodon

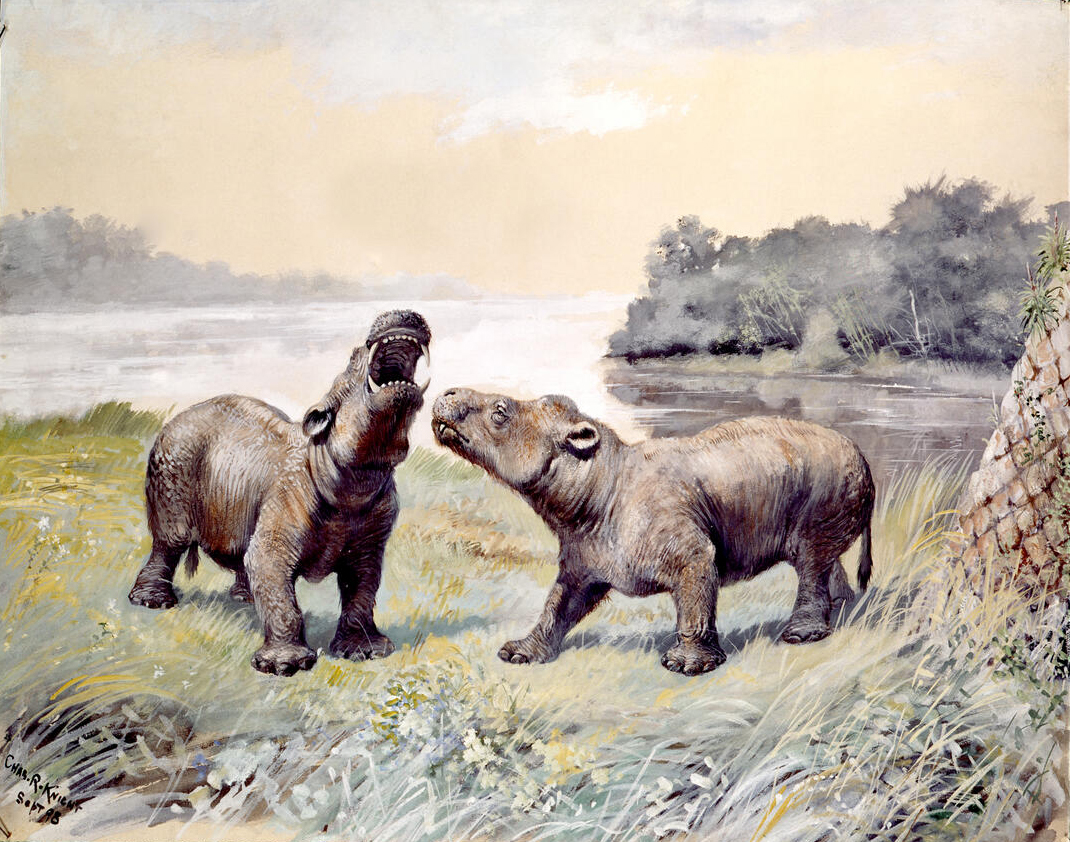
Restauración por Charles R. Knight.

Coryphodon es un género extinto de mamíferos pantodontos. Coryphodon poseía un estilo de vida semi-acuático, parecido al hipopótamo, vivía en los pantanos. Era un herbívoro con cuerpo bajo de constitución robusta, con grandes dientes caninos y dientes posteriores con cúspides. Tenía su hábitat en la región holártica hace entre 59 y 51 millones de años.
Debido a convergencia evolutiva al ocupar su mismo nicho ecológico era también muy similar a los dinocerados Prodinoceras y Probathyopsis de América del Norte y al meridiungulado Carodnia, con los que no estaba emparentado.